# Chris Soule
Chris Soule (* 5. Februar 1973 in Trumbull) ist ein US-amerikanischer Skeletonfahrer.
Chris Soule, der von Orvie Garrett trainiert wurde, debütierte Anfang 1996 bei einem Rennen in Altenberg im Weltcup 12. Sein zweites Rennen in La Plagne beendete er schon als Fünfter. 2002 gewann er in St. Moritz sein erstes Weltcuprennen. Dreimal konnte Soule Weltcuprennen gewinnen. Es folgten gute Platzierungen im Gesamtweltcup. 1999/2000 war er Zweiter der Gesamtwertung hinter Andy Böhme, 2001/02 hinter Gregor Stähli. 2002/03 gewann er die Weltcupgesamtwertung. 2003/04 schloss er als Vierter ab.
An Weltmeisterschaften nahm Soule erstmals 1996 in Calgary teil und wurde 13. Schon ein Jahr später konnte er in Lake Placid seine erste internationale Medaille, eine Bronzemedaille, gewinnen. 1998 in St. Moritz wurde Soule Siebter, 2003 gewann er in Nagano Silber hinter Jeff Pain. In Königssee wurde er ein Jahr später Fünfter, 2005 in Calgary Achter. Soules größter Erfolg bei Nordamerikameisterschaften war 1998 der Gewinn der Silbermedaille hinter Ryan Davenport. Bei nationalen Meisterschaften wurde Chris Soule 2000 und 2002 US-Meister, 2003 gewann er hinter Brady Canfield Silber. Hinzu kommt eine Silbermedaille bei den Goodwill Games in Lake Placid 2000.
Als 2002 der Skeletonsport erstmals seit 1948 wieder bei Olympischen Winterspielen in Salt Lake City ins olympische Programm aufgenommen wurde, gehörte Soule neben Lincoln DeWitt und Jim Shea zum Aufgebot der US-amerikanischen Mannschaft und wurde Siebter. Für die Spiele vier Jahre später konnte er sich zunächst nicht bei den US-Vorausscheidungen qualifizieren. Dennoch wurde er kurz vor der Eröffnung der Spiele in den Kader berufen, da er für den wegen Dopings ausgeschlossenen Zach Lund nachrutschte. Am Ende wurde Soule 25. und damit Drittletzter.
Im Kinofilm Die Akte Jane spielt Soule einen der Trainingspartner der von Demi Moore verkörperten Hauptperson. Seit 2007 arbeitet er als Kameramann, unter anderem für die Serie The Quest und die Sendung Die Gebrauchtwagenprofis.